# Phìn Hồ, Sìn Hồ
Phìn Hồ là một xã thuộc huyện Sìn Hồ, tỉnh Lai Châu, Việt Nam.
Xã Phìn Hồ có diện tích 61,29 km², dân số năm 1999 là 1687 người, mật độ dân số đạt 28 người/km².